# El encuentro (Courbet)
El encuentro (en francés La rencontre o Bonjour Monsieur Courbet) es un cuadro del pintor realista francés Gustave Courbet. Está realizado al óleo sobre lienzo. Mide 129 cm de alto por 149 cm de ancho. Fue pintado en 1854 encontrándose actualmente en el Museo Fabre.
Esta pintura es tradicionalmente interpretada como un cuadro en el que Courbet se retrata a sí mismo mientras viajaba a Montpellier siendo saludado por su mecenas Alfred Bruyas, su sirviente Calas y su perro Breton. El cuadro está basado en la figura del Judío Errante. Este cuadro fue expuesto por primera vez en la Exposición Universal de París de 1855 donde los críticos de arte lo ridiculizaron llamándolo "Bonjour, Monsieur Courbet" (en español Buenos días, señor Courbet). Bruyas no
lo exhibió otra vez hasta que lo donó al Museo Fabre en 1868.